# Jaskinia Mała Zaruskiego
Jaskinia Mała Zaruskiego (Łomiska, Jaskinia Kozia, Dziura nad Strzelistą) – jaskinia, a właściwie schronisko, w Dolinie Małej Łąki w Tatrach Zachodnich. Wejście do niej położone jest w zboczu Wielkiej Turni, poniżej jej szczytu, powyżej Jaskini Strzelistej, na wysokości 1773 m n.p.m. Długość jaskini wynosi 11 metrów, a jej deniwelacja 4 metry.

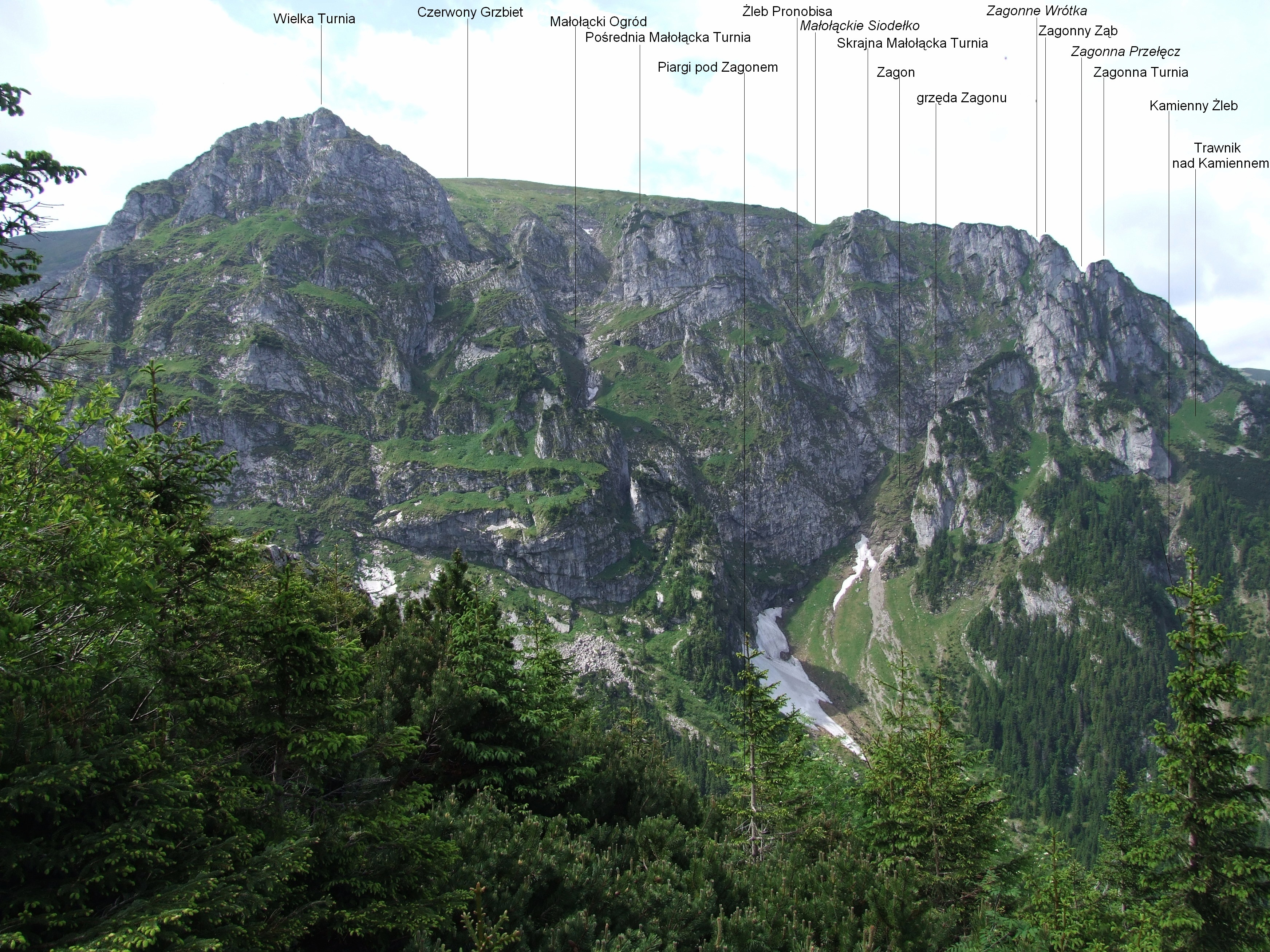
Wielka Turnia w Dolinie Małej Łąki

## Opis jaskini
Jaskinię stanowi idący stromo do góry wysoki korytarz, który po paru metrach staje się poziomy i niski. Zaczyna się w dużym otworze wejściowym, a kończy niedostępną szczeliną.

## Przyroda
W jaskini brak jest nacieków. Na ścianach rosną mchy, wątrobowce i porosty.

## Historia odkryć
Jaskinia była prawdopodobnie znana Mariuszowi Zaruskiemu, który kierował w jej pobliżu akcją TOPR w 1912 roku. Pierwszy jej opis sporządzili W.Habil, M. Kruczek i S.Wójcik z Zakopanego w 1959 roku.